# Wingfoots d'Akron
Les Wingfoots d'Akron (en anglais : Akron Wingfoots) sont une équipe américaine de basket-ball basé à Akron dans l'Ohio. L'équipe a appartenu a différentes ligues aux États-Unis et évolue désormais en National Alliance of Basketball Leagues.

## Historique
L'équipe a été créé en 1918, ce qui en fait l'une des premières aux États-Unis, par les ouvriers de la Goodyear Tire & Rubber Company à Akron dans l'Ohio.
En 1937, les industries américaines créent la National Basketball League, les Wingfoots en font partie. Ils remporteront d'ailleurs le premier titre en 1938. Lorsque la ligue fusionne avec la Basketball Association of America (puis la National Basketball Association), les Wingfoots n'accompagnent pas le mouvement. Ils préféreront garder le principe de championnat pour les ouvriers en créant la National Industrial Basketball League avec d'autres équipes dans le même cas. Ils accompagneront ensuite le changement de structure de la NIBL devenue National Alliance of Basketball Leagues.

## Palmarès
International
- Vainqueur de la Coupe intercontinentale de basket-ball : 1967, 1968, 1969

National
- Vainqueur de la National Basketball League : 1938